# УСБ
УСБ — сваебойная установка. Предназначена для механизации работ при устройстве свайных ростверков. Установка позволяет забивать деревянные, металлические и железобетонные сваи как перпендикулярно, так и под углом. Возможна работа с плавучей базы.

## Техническое описание
В комплект входят:
- автомобиль с оборудованием для забивки свай (копровое оборудование, два дизель-молота, автономная силовая установка);
- бензопила;
- запасные инструменты и принадлежности (ЗИП).

В комплект для работы на воде также включаются:
- плавучая база;
- обстроечный агрегат;
- автомобили для перевозки обстроечного парома и имущества.

### Технические характеристики
| Показатель                              | Значение         |
| --------------------------------------- | ---------------- |
| количество одновременно забиваемых свай | 2                |
| диаметр деревянных свай                 | 18-30 см         |
| сечение ж.б. свай                       | до 20х20 см      |
| масса забиваемой сваи                   | до 1,5 т         |
| расчет                                  | 6 чел            |
| время развёртывания на суше             | 30 мин           |
| время развёртывания на воде             | 120 мин          |
| производительность при забивке свай     | не менее 4 шт./ч |